# Maria Sycylijska
Marcia (I) Sycylijska (ur. 2 lipca 1363 w Katanii lub Paterno, zm. 25 marca 1401 w Lentini) – królowa Sycylii od 1377 aż do śmierci w 1401 (od 1389 razem z mężem Marcinem I Młodszym na mocy iure uxoris) oraz księżna Aten i Neopatrii od 1377 do 1388 (od 1381 do 1387 de facto z Piotrem IV Aragońskim), tytularna królowa Jerozolimy.
Maria Sycylijska urodziła się jako jedyne dziecko króla sycylijskiego z dynastii barcelońskiej Fryderyka III Prostego oraz Konstancji z Aragonii, córki króla Piotra IV Aragońskiego oraz Marii z Nawarry, córki króla Filipa III z Évreux. Zaledwie 10 dni po jej narodzinach zmarła jej matka. Gdy w 1377 roku zmarł Fryderyk III, główna gałąź władająca Aragonią zaczęła się domagać przejęcia tronu. Faktyczną władzy nie sprawowała nieletnia wówczas Maria, ale czterej najważniejsi lokalni baronowie (tzw. rada wikariuszy). Część elit twierdziła, że jej sukcesja będzie nielegalna, ponieważ zabronił jej dziadek Marii Fryderyk II.
Początkowo według planów aragońskich na tronie miał być obsadzony następca tronu Marcin Ludzki, mianowany w 1378 wicekrólem Sycylii.  W 1379 roku porwał ją hrabia Wilhelm Rajmund z Montcada na polecenie Piotra IV, aby powstrzymać ją przed planowanym małżeństwem z władcą Mediolanu Gianem Galeazzo Viscontim (odpędził także jego statki). Marię w związku z tym uwięziono na dwa lata w Licata, a także w 1381 pozbawiono władzy nad księstwem Aten i Neopatrii na rzecz Piotra IV (choć te zostały utracone na rzecz florenckiego rodu Acciaiuoli odpowiednio w 1389 i 1392). W 1382 aragońska flota przetransportowała ją na Sardynię, a dwa lata później do Aragonii. Ostatecznie została ona przeznaczona Marcinowi Młodszemu (synowi Marcina Ludzkiego i wnukowi Piotra IV), który poślubił ją w 1389 roku.
Dopiero w 1392 później Marcin i Maria udali się na Sycylię, żeby przejąć władzę i pokonać niechętnych im baronów. Ostatecznie dopiero w 1394 pokonali koalicję wrogich im baronów, Andegawenów, Republiki Genui i Republiki Pizy. Małżonkowie panowali razem na mocy iure uxoris aż do śmierci Marii w 1401 roku, choć Marcin został koronowany dopiero 13 kwietnia 1398 roku. W 1400 roku na króla został koronowany ich jedyny syn, sześcioletni Piotr, który jednak zmarł w tym samym roku. Jego syn z drugiego małżeństwa z Blanką I z Nawarry także nie przeżył ojca. Fryderyk III mianował w przypadku bezdzietnej śmierci Marii swego nieślubnego syna Wilhelma, jednak ten zakończył życie w 1380. Jego jedyna córka Joanna nie zgłaszała jednak pretensji do tronu. W 1409 roku Marcin Młodszy niespodziewanie zmarł, a tron przejął Marcin (II) Ludzki. Zaczął starania o nadanie tronu nieślubnemu synowi Marcina Młodszego Fryderyka, hrabiego Luny. Po śmierci Marcina Ludzkiego w 1410 rozpoczęła się walka o władzę nad Aragonią i Sycylią. Zwycięsko wyszedł z niej jego teść Ferdynand I Sprawiedliwy z dynastii Trastámara – tym samym dynastia barcelońska utraciła panowanie nad Sycylią, które sprawowała od 1285.

## Małżeństwo i potomstwo
24 czerwca 1389 wyszła per procura za Marcina I Młodszego, swego bliskiego kuzyna i syna następcy tronu aragońskiego Marcina I Ludzkiego. Faktycznie małżeństwo osobiście zawarli w 1392. Z małżeństwa doczekali się jednego syna:
- infanta Piotra (17 listopada 1394–1400), w 1400 koronowanego na współwładcę.